# Gaillou
Le ruisseau de Gaillou ou Ruisseau de Marrein est un cours d'eau du département des Landes, en région Nouvelle-Aquitaine, et un affluent droit du fleuve l'Adour.

## Géographie
D'une longueur de 12,7 kilomètres, il prend sa source sur la commune de Souprosse (Landes), à 75 m d'altitude.
Il coule du nord-est vers le sud-ouest et se jette dans l'Adour à Gouts (Landes), à 13 m d'altitude, sous le nom de ruisseau de Marrein.

### Communes et cantons traversés
Dans le département des Landes, le ruisseau du Gaillou traverse trois communes et un canton : dans le sens amont vers aval : Souprosse (source), Tartas et Gouts (confluence).
Soit en termes de cantons, le ruisseau du Gaillou prend source et conflue dans le canton de Tartas-Est, dans l'arrondissement de Dax.

## Affluents
Le ruisseau du Gaillou n'a pas d'affluent référencé par le SANDRE.